# Nepovtorimaja vesna
Nepovtorimaja vesna (russisk: Неповторимая весна) er en sovjetisk spillefilm fra 1957 af Aleksandr Stolper.

## Medvirkende
- Jevgenija Kozyreva som Jelena
- Izolda Izvitskaja som Anna Burova
- Aleksandr Aleksandrovitj Mikhajlov som Jevgenij Burov
- Ivan Dmitriev som Aleksandr Novozjilov
- Irina Skobtseva som Klavdija Novozjilova